# باخوسية
الباخُوسيّة أو أَمدوحة باخوس (بالإنكليزية: dithyramb من اليونانية، وتعني تعني الجوقة الترتيلية) وهي فرق إنشادية ترتّل قصيدة أو مرثية أو صلاة إنشادية، وهي تمثل جزئا من المسرح الإغريقي، تشمل ترتيلة نظمية دينية تصحبها رقصات غنائية. وتعد الباخوسية رابع أنواع المسرح وهو أحد أنواع المسرح الإغريقي الذي نشأ عن طريق طقوس الإله ديونيسوس (باخوس) الإغريقي، هو ابن الإله زيوس رب أرباب الأوليمبوس وهو الإله الذي كان يتجسد في ثور أسود اللون وكان يقوم بربطه والقيام بطقوسه حوله وحينما ينتهون من هذا الطقوس، يعتقدون أن الإله يتجسد في هذا الثور ويهجمون عليه هجمه رجل واحد ويلتهمونه حيا وعلى هذا الأساس يصبح الإله جزء فيهم بعد أكله حسب معتقدهم ومن هذه الطقوس ظهر هذا النوع من المسرح. وقد كان أفراد الجوقة يؤدونها بعد أن يرتدون جلود العنز tragos ومن هنا فان التراجيديا قد نشأت من الشعائر التي تجسد طقسيا الصراع الذي كان قائما بين النظام والعدم – ذلك أن كلمة تراجيديا tragoedia تعني أغنية الماعز لأن الحيوان كان يجسد الإله.